# Скит Светог Јована Претече
Скит Светог Јована Претече, познат и као Продром  (грч. Σκήτη Τιμίου Προδρόμου Ιβήρων), припада манастиру Велика Лаври и један је од светогорских скитоваа настањен румунским монасима. Настао је од мање келије 1820. године од стране групе румунски монаха. Како за разлику од Срба, Руса и Бугара Румуни немају свој манастир на Светој гори, овај скит им служи за окупљање. Окружени миром и тишином, окупани свелошћу сунца, монаси овог скита и путници намерници у њему доживљавају визију сусрета са Богом и свецима.

## Положај
Скит светог Јована Претече налази се на заравни 250 метара изнад мора, на самом источном крају полуострва Атос, близу рта Акратос, између манастира Велика Лавра Кавсокаливског скита. До њега се лако може стићи добро уређеним друмом из правца манастира Велика Лавра. У манастиру има 8 ћелија, у којима живи 6 монаха. Скит припада манастиру Ивирон.
У непосредној близини скита, на растојању од око један километар, на обали мора, налази се келија Светог Атанасија Великог, оснивача монашких општежитељних заједница на Светој Гори. Јужно од скита почиње Светогорска Пустиња станиште светогорских келиота – пустињака.
Женама је забрањено да посећују скит. Овамо долазе ходочасници или путници намерници који жуде за разговором о духовном животу с подвижницима, за које је уживање у овоземаљском животу страно. А када коначно стигну до пустињакове келије, треба дуго да стоје пред вратима док их неки од монаха не отвори (иако ови пустињаци радо примају госте, са посебном радошћу), због њиховог гесла да се само упорнима отварају врата. А када приме госте, они се према њима односе тако да их угошћују најлепше што могу.

## Историја
Скит светог Јована Претече, један од најлепших на Светој Гори, настао је од мање келије коју је 1820. године откупио неки румунски монах са намером да овде изгради скит. Пошто је убрзо умро, започети посао наставила су два његова земљака. Но убрзо због избијања Грчког Устанка престало се са радовима на изградњи скита. 
Градња скита је настављена 1852. године, залагањем новопристиглих молдаваца монаха  Нифонта и Нектарија који су у Свету гору дошли 1951. године. Они су 1851. године откупили манастир за 7 хиљада леја и обновили га уз подршку приложника из Румуније и тако поставили основе садашњег комплекса. Потом је Грегори Гика Нифонт од 1870 до његове смрти 1899. године био игуман скита.
У цркви посвећеној Јовану Крститељу искушеници овог скита чувају мошти светог Димитрија, Јована Крститеља, једну чудотворну икону Богородице, честицу Чудесног крста, одежде, сасуде, итд.
Обинији радови на обнови скита започети су 1970. године, а настављени током 1984. године обновом водовода, музеја, болнице и других зграда, које су претрпеле знатну штету од земљотреса 1905. године. Обнова је започета захваљујући залагању Петронија Танасе, који ужива велики углед на Светој гори и сматра се једним од истинских поклоника светогорског духа.

## Разлике у начину духовног живота у овом скиту
Скит Јована Претече је био намењен онима који су изабрали суровије подвижништво. Зато се и пост тамо држао строже него у другим скитовима манастира. Намирнице као што су млеко, путер и јаја никад се нису користиле у исхрани. Такође није било благослова за употребу рибе, а додавање уља се дозвољавало само у ретким данима. У скиту се такође није пио чај.
Отац Јован који се 8. маја 1933. године настанио у овом скиту и прихватио највиши степен монаштва и постао монах-пустињак чије је главно послушање била непрестана молитва за спасење своје душе и за душе свих страдалника,  живота у скиту описује следећим речима: 
„Живео сам сам, у малој колиби у скиту Јована Претече. Сам сам припремао и сам сам гајио поврће, а по хлеб сам ишао у манастир или сам га некад пекао сам. Ноћи сам волео да проводим будан, увек сам ишао на починак после дванаест сати, а у два или три сата сам устајао. Међутим, разуме се, дању сам спавао онолико колико је природа то захтевала.“

## Библиотека
Библиотека скита има преко 5.000 томова и око 200 рукописа од којих је значајнија Историја светогорских манастира, коју је написао монах Иринарх Шишман (1845–1920) пре једног века. Ово дело се састоји од 10 томова, са прелепим орнаментима, и описује историју Свете Горе, све њене манастире, и румунске установе у њима.